# Piraí do Sul
Piraí do Sul es un municipio brasileño del estado de Paraná.

## Etimología
De origen geográfico, en referencia al Río Piraí, que baña el municipio. El término Piraí proviene del Tupí, Pirá = pescado + y = agua, río: Río del Pescado. El término "do Sul" fue añadido para diferenciarlo del municipio homónimo existente en el Estado de Río de Janeiro.

## Geografía
Su área es de 1.403 km² representando 0.7039 % del estado, 0.249 % de la región y 0.0165 % de todo el territorio brasileño. Se localiza a una latitud 24°31'33" sur y a una longitud 49°56'56" oeste, estando a una altitud de 1036 m. Su población estimada en 2005 era de 23.046 habitantes

### Demografía
Datos del Censo - 2010
Población Total: 23.424
- Urbana: 16.102
- Rural: 7.322
- Hombres: 11.620
- Mujeres: 11.804

Domicilios particulares ocupados: 7.231
Media de moradores en domicilios particulares ocupados:	3,23	
Densidad demográfica(hab./km²): 16,69
Mortalidad infantil hasta 1 año (por mil): 
Expectativa de vida (años): 
Tasa de fertilidad (hijos por mujer): 
Tasa de Alfabetización: 
Índice de Desarrollo Humano (IDH-M): 0,730
- IDH-M Salario: 0,665
- IDH-M Longevidad: 0,686
- IDH-M Educación: 0,840

### Protección al medio ambiente
En el municipio está localizade en la Vegetación Nacional de Piraí del Sur, con el objetivo principal de asegurar la preservación de la Araucaria, árbol que está amenazada de extinción.

## Administración
- Prefecto: Antonio El Achkar (2009-2012)
- Viceprefecto: Lido José Priotto